# Махайра
Махайра (на гръцки: μάχαιρα) е оръжие на древните траки, което представлява къс извит меч с едностранно острие откъм конкавната страна.
Тракийското му име е „скалме“ или „сика“. Споменава се от Тукидид, който нарича траките обитаващи Родопите „махайрофори“, т.е. „мечоносци“. Въоръжените с махайра бойци влизали в редиците на пелтастите.
На територията на България са открити много археологически находки на това оръжие, които показват, че то се появява в Тракия през VII - VI век пр.н.е.. Има различни типологически варианти с чупка или плавна извивка на острието, както и такива с врязана украса.